# Transistor Darlington
Na eletrônica, o transistor Darlington é um dispositivo semicondutor que combina dois transístores bipolares no mesmo encapsulamento (as vezes chamado par Darlington). 
A configuração (originalmente realizada com dois transistores separados) foi inventada pelo engenheiro Sidney Darlington do Bell Labs. A ideia de por dois ou três transistores em um mesmo chip foi patentada por ele, mas não a ideia de por um número arbitrário de transistores, o que originaria o conceito moderno de circuitos integrados.
Esta configuração serve para que o dispositivo seja capaz de proporcionar um grande ganho de corrente (hFE ou parâmetro β do transistor) e, por estar todo integrado, requer menos espaço do que o dos transistores normais na mesma configuração. O Ganho total do Darlington é produto do ganho dos transistores individuais. Um dispositivo típico tem um ganho de corrente de 1000 ou superior. 
Comparado a um transistor comum, apresenta uma maior defasagem em altas frequências, por isso pode tornar-se facilmente instável. A tensão base-emissor também é maior. consiste da soma das tensões base-emissor, e para transistores de silício é superior a 1.2V.